# 더그 러셀
더글러스 앨버트 러셀(Douglas Albert Russell, 1946년 2월 20일 ~ )는 전 미국의 수영 선수로 올림픽 챔피언이자 3개의 다른 종목들에서 전 세계 기록 보유자이다.

## 경력
뉴욕에서 태어났으나 텍사스주 미들랜드에서 자라왔다. 미들랜드 고등학교를 위하여 수영을 시작한 그는 1962년 도시에 의하여 새롭게 지어진 50m의 "앨러모" 수영장에서 수영을 하였다. 그 수영장은 후에 그의 명예를 가려 "더글러스 러셀 수영장"으로 이름이 지어졌다. 그는 고등학교에서 만능의 수영 선수였으며, 접영, 배영, 개인혼영 종목들에서 경쟁적으로 나갔다.
텍사스 대학교 알링턴에서 수학하며 NCAA 경연 대회에서 코치 돈 이스털링의 UT 알링턴 매버릭스 팀을 위하여 활약하였다. 대학 캠퍼스의 남부 가장자리의 일부인 더그 러셀 공원은 그의 명예에 이름이 지어졌다. 1967년 팬아메리칸 게임에서 200m 개인혼영을 우승하였다. 그는 또한 이듬해 100 야드 접영에서 NCAA 국내 선수권과 100m 접영에서 AAU 국내 실외 타이틀을 우승하기도 하였다.
1968년 멕시코시티 올림픽에서 러셀은 자신이 데뷔한 100m 접영에서 자신의 동료 선수이자 우승 후보 마크 스피츠를 꺾고 처음이자 마지막 금메달을 획득하였다. 400m 혼계영에서 우승한 미국 팀을 위하여 접영 주자로 헤엄치면서 또 하나의 금메달을 수집하였다. 동료 선수들 찰스 힉콕스(배영), 돈 매켄지(평영)과 켄 월시(자유형)와 함께 러셀은 결승전에서 3분 54.9초의 세계 신기록을 세웠다.
러셀은 1985년 명예 수영 선수로서 국제 수영 명예의 전당에 헌액되었다. 그는 오스틴 트리니티 수상 클럽의 총감독으로서 수영에 관련적으로 남아있다.

## 같이 보기
- 올림픽 수영 남자 메달리스트 목록
- 수영 배영 100m 세계 기록 추이
- 수영 접영 100m 세계 기록 추이
- 수영 혼계영 400m 세계 기록 추이